# Infjärden (Piteå)
Infjärden är ett samlingsnamn för de stora byarna på västra sidan av Svensbyfjärden i Piteå kommun i Sverige, drygt en mil väster om Piteå i södra Norrbotten. Bland dessa byar märks främst Långnäs, Sjulnäs, Roknäs och Lillpite. Även Svensbyn i söder och Böle i norr kan räknas hit.